# Кузнецов, Николай Геннадьевич
Николай Геннадьевич Кузнецов (род. 3 июня 1948, Калиновский, Курская область) — советский и российский учёный-экономист, доктор экономических наук, профессор; зав. кафедрой налоговой политики (1989—2001), ректор Ростовского государственного экономического университета (2008—2013). Заслуженный деятель науки РФ. Председатель Совета ректоров Ростовской области.

## Биография
Родился 3 июня 1948 году в посёлке Калиновский Курской области.
В 1967 году окончил Новочеркасский геологоразведочный техникум, в 1979 году — экономический факультет Ростовского государственного университета (РГУ).
По окончании университета, с 1980 года учился аспирантуре РГУ, работал ассистентом кафедры политэкономии. В 1980 году защитил кандидатскую диссертацию на тему: «Качество труда как фактор формирования общественно-необходимых затрат». В 1997 году защитил докторскую диссертацию на тему: «Товарно-фондовые отношения в переходной экономике».
В разное время работал заместителем декана финансово-экономического факультета, старшим преподавателем кафедры политэкономии социализма, заведующим подготовительного отделения (1981—1983), председателем профкома (1983—1985), доцентом кафедры политэкономии АПФ (1983—1989), секретарём парткома (1985—1989), проректором по учебной работе, заведующим кафедрой налоговой политики (1989—2001) Ростовского государственного экономического университета.
С 2001 года — первый проректор по учебной работе, заведующий кафедрой экономической теории, с 2008 года — ректор Ростовского государственного экономического университета. Председатель Совета ректоров Ростовской области. Сотрудник научных журналов: «Экономические науки», «Гуманитарий юга России при ИС РАН», «Вестник Ростовского государственного экономического университета (РИНХ) при РГЭУ».

## Научная деятельность
Область научных интересов учёного: вопросы экономической теории, налоговая система России при глобализации экономики, вопросы налогового планирования и др. Николай Геннадьевич Кузнецов является создателем научной школы налогового администрирования, занимающейся системными исследованиями вопросов налоговой политики в современно России.
Подготовил 7 докторов и 30 кандидатов наук.

### Научные труды
Кузнецов написал около 110 научных работ, 13 монографий, 3 учебников и 17 учебных пособий, среди них:
Статьи
- Применение методологии институционального анализа к эволюции собственности в России // Вестн. Акад. / РГЭУ «РИНХ», № 1. 2004
- Товарно-фондовые отношения в переходной экономике России: Автореф. диссертации на соискание учёненой степени. д. э. н. (08.00.01) — Ростов н/Д, 1997. — 50 с.
- Кузнецов Н. Г., Пороло Е. В. Актуальные тенденции международной практики контроля налоговых обязательств (научная статья) // Журнал «Финансовые исследования», № 3 (48) сентябрь — РГЭУ (РИНХ), Ростов-на-Дону, 2015.
- Кузнецов Н. Г. Социально-этический маркетинг как современная концептуальная парадигма развития отношений обмена // Экономические науки, № 2 (87), 2013.

Учебники
- Налоговое право. Общая часть: Учеб. пособие (в соавторстве). — Ростов н/Д: Изд-во РГЭА, 1999. — 130 с.
- Банковское право: Учеб. пособие (в соавторстве). — Ростов н/Д: Изд-во РГЭУ «РИНХ», 2000
- Бюджет в регионально-воспроизводственной системе хозяйствования: Монография / (в соавторстве с Владыко В. Н.); РГЭУ. — Ростов н/Д: Изд-во РГЭУ «РИНХ»,2000. — 111 с.
- Налоги в воспроизводственном механизме региональной экономики: Монография/ Под ред. проф. Н. Г. Кузнецова. -Ростов н/Д: Изд-во РГЭА, 2000
- Региональная экономика / Под ред. Н. Г. Кузнецова, С. Г. Тяглова. — Ростов н/Д:Феникс,2001. — 320 с.
- Экономическая география: Учеб. Пособие / Под ред. В. П. Желтикова, Н. Г. Кузнецова, С. Г. Тяглова. — Ростов н/Д: Феникс, 2001
- Менеджмент организации: современные технологии: Учеб. пособие для вузов / Под ред. Н. Г. Кузнецова, И. Ю. Содатовой. — Ростов н/Д: Феникс, 2002. — 480 с.

Монографии
- Налоговое администрирование: теория и стратегия: Монография (в соавторстве). — Ростов н/Д: Изд-во РГЭУ «РИНХ», 2002.
- Развитие косвенного налогообложения в России / С. М. Ганус; РГЭУ «РИНХ». — Ростов н/Д: Пегас, 2002. — 132 с.
- Кузнецов Н. Г., Майбуров И. А., Иванова Ю. Б, Цепилова Е. С. Фискальный федерализм. Проблемы и перспективы развития (монография): Монография для магистрантов, обучающихся по программам направления «Финансы и кредит» / под. ред. И. А. Майбурова, Ю. Б. Иванова. — М.: ЮНИТИ-ДАНА, 2015. — 415 с.
- Кузнецов Н. Г. Институциональные инструменты формирования благоприятного инвестиционного климата в регионе / под ред. Н. Г. Кузнецова, О. В. Губарь. — Ростов-н/Д: РГЭУ (РИНХ), 2015. ISBN 978-57972-2116-6}}

## Награды
- Орден Дружбы (2002)
- Памятная медаль «70 лет Победы»
- Почетная медаль «За доблестный труд»
- Медаль А. Нобеля Российской академии естествознания